# Паповавирусы
Паповави́русы (лат. Papovaviridae) — группа ДНК-содержащих вирусов по устаревшей классификации. Вирионы имеют икосаэдрический капсид диаметром 45—55 нм, построенный из 72 капсомеров. Не имеют липидной оболочки (суперкапсида) и содержат двунитевую кольцевую ДНК длиной от 5 до 8 тысяч пар оснований.
В настоящее время семейство Papovaviridae разделено на Papillomaviridae и Polyomaviridae.
- полиомавирусы (Polyomaviridae) с диаметром капсида около 45 нм и размером генома 5 килобаз:
  - вирус полиомы мышей,
  - вакуолизирующий вирус обезьян SV40 (длительное время был в вакцине от полиомиелита),
  - вирусы, выделенные от человека — BK и JC, и некоторые другие (единственные патогенные для человека — способны вызывать демиелинизацию волокон ЦНС и другие психоневрологические расстройства)
- папилломавирусы (Papillomaviridae) с диаметром вириона около 55 нм и размером генома 8 т.п.о:
  - вирусы папиллом человека, кролика, быка и др. животных.

Название группы Papovaviridae происходило от трёх аббревиатур — Pa от Papillomavirus, Po от Polyomavirus и Va от англ. vacuolating.